# 藤木九三

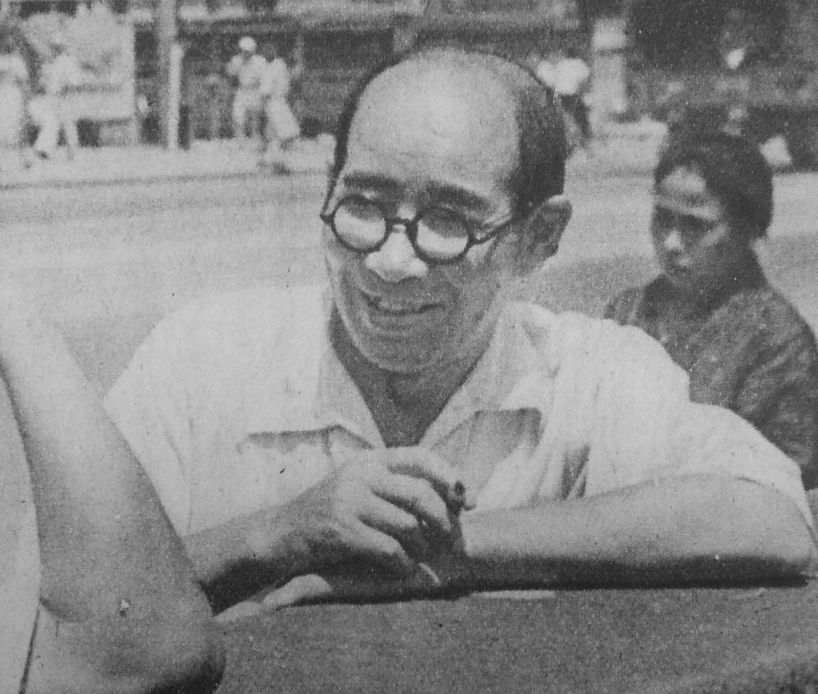
藤木九三（『アサヒグラフ』1948年8月18日号）

藤木九三レリーフ（兵庫県芦屋市高座の滝の近く）

藤木 九三（ふじき くぞう、1887年（明治20年）9月30日 - 1970年（昭和45年）12月11日）は、日本の登山家であり、ロック・クライミング・クラブの創設者である。

## 人物・生涯
京都府福知山に生まれる。京都三中（現 京都府立福知山高等学校）を卒業し、早稲田大学文学部の英文学科に入学するも中退、1909年（明治42年）に東京毎日新聞社に入社、同年、やまと新聞に移籍する。1915年（大正4年）、朝日新聞社に入社する。1916年（大正5年）に、特派員として東久邇宮の槍ヶ岳登山に随行する。
1919年（大正8年）、神戸支局長となる。西宮市甲子園に住み、六甲山の岩場をロック・ガーデンと命名する。また甲子園球場にあるアルプススタンドを最初にアルプスと形容したという説がある。
1923年（大正12年）、水野祥太郎らと神戸徒歩会に入会する。1924年（大正13年）には、日本初のロック・クライミングを目的とした山岳会であるRCC（Rock Climbing Club）を、水野祥太郎や西岡一雄とともに発足する。
1925年（大正14年）、日本初の岩登りの理論書である『岩登り術』を刊行、8月には案内人の松井憲三とともに、北穂高岳滝谷の初登攀に成功した。
1926年（大正15年・昭和元年）、秩父宮のスイス・アルプス登山に随行する。
1930年（昭和5年）5月、日本を離れ、パリに滞在。6月から9月の間に、モンブラン・マッターホルンなどの岩場を登攀した。1932年（昭和7年）に、樺太の突岨山を登攀した。
1935年（昭和10年）、京都大学山岳部の白頭山への冬季遠征に記者として参加した。1936年（昭和11年）には、1月に石鎚山の冬季初登を成し遂げた。
1959年（昭和34年）、日本山岳会顧問。第2次RCCの創設時には奥山章に請われて顧問に就任した。

## 著書
- 『岩登り術』 R・C・C事務所、1925年、全国書誌番号:43049945
- 『山の呼ぶ声』 藤木九三 編、文明協会、1928年、全国書誌番号:47027193
- 『屋上登攀者』 黒百合社、1929年
- 『雪・岩・アルプス』 梓書房、1930年、全国書誌番号:47023309
- 『槍・穂高・岩登り』 木星社書院、1931年、全国書誌番号:47023351
- 『雲表 : 詩集』 黒百合社、1931年、全国書誌番号:46079477
- 『アルプス伝説集』 筆名・山上雷鳥、1932年、全国書誌番号:46077668
- 『チロルの伝説集』 筆名・山上雷鳥、1932年、全国書誌番号:47009500
- 『峰・峠・氷河』 藤木九三 訳編、朋文堂、1933年、全国書誌番号:47022529
- 『雪線散歩』 三省堂、1933年、全国書誌番号:47005428
- 『熱河探検記』 東京朝日新聞発行所、1934年、全国書誌番号:47015501
- 『雲表縦走』 三省堂、1935年、全国書誌番号:46079817
- 『岳神』 朋文堂、1943年
- 『ヒマラヤ登高史』 弘文堂〈アテネ文庫〉、1950年、全国書誌番号:50005585
- 『世界の山々』 弘文堂〈アテネ文庫〉、1951年、全国書誌番号:51006020
- 『エヴェレスト登頂記』 河出書房〈世界探検紀行全集〉、1954年、全国書誌番号:54001541
- 『山の花暦』 山と渓谷社〈山渓山岳新書〉、1955年、全国書誌番号:55003728
- 『垂直の散歩』 朋文堂〈コマクサ叢書〉、1958年、全国書誌番号:58009422
- 『屋上登攀者』 日本文芸社〈日本岳人全集〉、1970年、全国書誌番号:71013800
- 『雪・岩・アルプス』 中央公論社〈中公文庫〉、1979年、全国書誌番号:79022222
- 『ヒマラヤの伝説』 藤木九三 編著、誠文堂新光社、1982年、ISBN 4-416-88220-3
- 『アルプスの伝説』 藤木九三 編著、誠文堂新光社、1982年、ISBN 4-416-88219-X
- 『チロルの伝説』 藤木九三 編著、誠文堂新光社、1982年、ISBN 4-416-88221-1
- 『屋上登攀者』 岩波書店〈岩波文庫〉、1998年、ISBN 4-00-311561-9
- 『雪・岩・アルプス 改版』 中央公論新社〈中公文庫〉、2003年、ISBN 4-12-204267-4